# Класова свідомість
У марксизмі, кла́сова свідо́мість — це сукупність переконань, яких дотримуються люди щодо свого соціального класу або економічного становища в суспільстві, структури свого класу та спільних класових інтересів. Згідно з Карлом Марксом, класова свідомість — це осмислення, яке є ключовим для розпалювання революції, що «створить диктатуру пролетаріату, перетворивши його з найманої, безвласної маси на правлячий клас». Класова свідомість — передумова активної участі у класовій боротьбі.
Хоча марксисти, як правило, зосереджуються на класовій свідомості (або її відсутності) серед пролетаріату, буржуазія також може мислити й діяти класово свідомо. Як зазначав Леонард Файн, «дуже багаті люди добре усвідомлювали свої класові привілеї й наполегливо працювали над тим, щоб захищати та зміцнювати їх». Класову свідомість яскраво демонстрував, приміром, Воррен Баффет: «Це справді класова війна... але це мій клас, багатий, веде війну — і ми перемагаємо».